# Arbey Mosquera Mina
Arbey Mosquera Mina (Buenaventura, Kolumbia 1988. január 20. –) kolumbiai származású labdarúgó.

## Pályafutása
| Időszak   | Klub                      | Város           | Ország       |
| --------- | ------------------------- | --------------- | ------------ |
| 2009-2011 | Cortuluá                  | Tulua           | Kolumbia     |
| 2011-2012 | Club Atlético Bucaramanga | Bucaramanga     | Kolumbia     |
| 2012-2013 | Yaracuyanos Fútbol Club   | San Felipe      | Venezuela    |
| 2013-2014 | Békéscsaba 1912 Előre     | Békéscsaba      | Magyarország |
| 2014-2015 | Tucanes de Amazonas       | Puerto Ayacucho | Venezuela    |
| 2016-     | Academia Puerto Cabello   | Puerto Cabello  | Venezuela    |

A Békéscsaba 1912 Előre csapatának összesen 11, (a szezon első felében 6-ot rúgott, így ő lett a lilák házi gólkirálya), következő csapatának, a  Tukánoknak (Tucanes de Amazonas) 6 gólt sikerült szereznie.